# William Thomson (geologo)
William Thomson, anche noto come Guglielmo Thomson (1760 – Palermo, novembre 1806), è stato un geologo inglese.
È il primo inglese a poter essere definito un vulcanologo.

## Biografia
Il nome di battesimo era William, ma vivendo a Napoli era noto, e si faceva chiamare lui stesso, Guglielmo, e come Guglielmo Thomson è indicato dall'editore del Giornale Letterario di Napoli XLI, 1795, nel quale aveva pubblicato il noto articolo sulle incrostazioni stalattitiche in aree vulcaniche  (G. Pipino).
Dopo gli studi archeologici e medici al Queen's College divenne membro della Royal Medical Society, membro fondatore della Natural History Society, membro della Royal Society e membro fondatore della Linnean Society of London. Tuttavia nel 1790 lasciò per sempre l'Inghilterra in seguito ad accuse di sodomia e altre pratiche scandalose con un ragazzo, nonostante vari colleghi cercarono di difenderlo affermando che si trattava di sperimentazioni mediche. Dopo varie tappe a Parigi e in Italia si stabilì a Napoli nel 1792, dove riprese a praticare la medicina e si interessò alla vulcanologia.
Fu molto attivo sull'argomento, classificando molti nuovi minerali, scrivendo articoli scientifici e fornendo importante assistenza al vulcanologo Scipione Breislak.
Per paura della situazione politica a Napoli durante le Guerre napoleoniche, Thomson fuggì a Palermo nel 1798-1801 e una seconda volta nel 1806, e lo stesso anno vi morì all'età di soli 46 anni.

## La scoperta delle figure di Widmanstätten

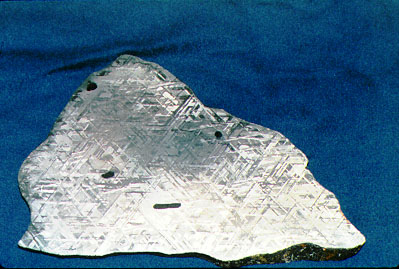
Le figure di Widmanstätten che appaiono quando si incide con l'acido una meteorite ferrosa

Thomson stava trattando con l'acido nitrico una meteorite di Krasnojarsk allo scopo di pulirla dalla ruggine, quando si accorse che l'acido aveva fatto emergere dal metallo intricati disegni mai visti prima.
(G. Thomson)
Nel 1804 pubblica la scoperta in francese su Bibliothèque Britannique e nel 1808 postuma viene pubblicata anche in italiano (in traduzione dal manoscritto inglese) su Atti dell'Accademia Delle Scienze di Siena.
La scoperta delle figure di Widmanstätten è comunemente attribuita ad Alois von Beckh-Widmanstätten. Tuttavia, come diversi studiosi del campo hanno più volte sottolineato, è in realtà è da attribuire a Thomson visto che, pur essendo stata indipendente, la scoperta di Widmanstätten è senza dubbio posteriore. 
Per questo è stato proposto di utilizzare il termine struttura di Thomson al posto o in associazione con figure di Widmanstätten.